# سرودخوان سربی
سرودخوان سربی(نام علمی: Vireo plumbeus) نام یک گونه از سرده سرودخوان است.